# اطلس تاریخ اسلام
اطلس تاریخ اسلام کتابی از حسین مونس با ترجمهٔ آذرتاش آذرنوش است که در سال ۱۳۷۵ منتشر و در مراسم کتاب سال جمهوری اسلامی ایران به‌عنوان کتاب برگزیده معرفی شد.